# Liez, Aisne
Liez är en kommun i departementet Aisne i regionen Hauts-de-France i norra Frankrike. Kommunen ligger  i kantonen Tergnier som ligger i arrondissementet Laon. År 2022 hade Liez 383 invånare.

## Befolkningsutveckling
Antalet invånare i kommunen Liez
Referens: INSEE